# 385 v. Chr.
Portal Geschichte | Portal Biografien | Aktuelle Ereignisse | Jahreskalender | Tagesartikel

◄ |
5. Jahrhundert v. Chr. |
4. Jahrhundert v. Chr. |
3. Jahrhundert v. Chr. |
►

◄ | 400er v. Chr. | 390er v. Chr. | 380er v. Chr. | 370er v. Chr. |
360er v. Chr. |
►

◄◄ | ◄ | 388 v. Chr. | 387 v. Chr. | 386 v. Chr. | 385 v. Chr. |
384 v. Chr. |
383 v. Chr. |
382 v. Chr. |
► |
►►

## Ereignisse

### Römische Republik
- Aulus Manlius Capitolinus, Titus Quinctius Cincinnatus Capitolinus, Lucius Quinctius Cincinnatus Capitolinus, Publius Cornelius, Lucius Papirius Cursor und Gnaeus Sergius Fidenas Coxo werden römische Konsulartribunem.

### Griechenland
- Dionysios I. von Syrakus führt einen Feldzug nach Griechenland, um Alketas I. wieder als Herrscher von Epirus einzusetzen.
- Alketas I. folgt Tharyps auf den Thron von Epirus.

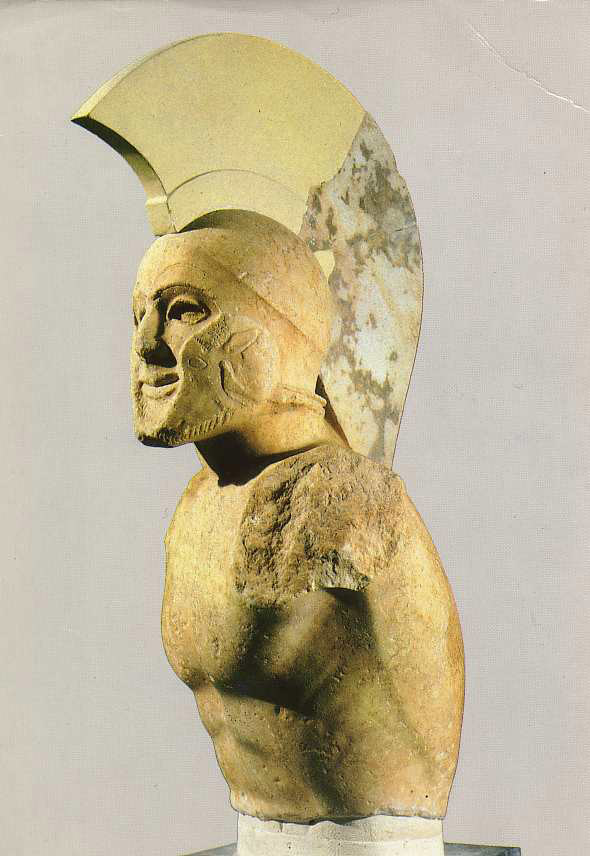
Spartanischer Hoplit

- Sparta erobert Mantineia, das seine Mauern schleifen muss; die Bewohner werden in die umliegenden Dörfer umgesiedelt.

### Asien
- Bagam folgt Armog auf den Thron von Großarmenien.

## Geboren
- um 385 v. Chr.: Mentor von Rhodos, griechischer Söldner und Heerführer

## Gestorben
- Tharyps, König der Molosser
- um 385 v. Chr.: Aristophanes, griechischer Komödiendichter (* um 445 v. Chr.)